# آنفلوانزای آسیایی
آنفلوانزای آسیایی همچنین شناخته‌شده با نام دنیاگیری ۱۹۵۸–۱۹۵۷ آنفلوانزا، یک دنیاگیری آنفلوانزا بود که گسترش آن در سال‌های ۱۹۵۷ و ۱۹۵۸ حدود یک میلیون نفر را در سراسر جهان کشت. سویه‌ای از ویروس آنفلوانزای نوع ای به نام «H2N2» عامل این بیماری بود. این بیماری نخستین بار در گوئیژو چین مشاهده شد.

## مطالعه بیشتر
- Chowell, Gerardo; Simonsen, Lone; Fuentes, Rodrigo; Flores, Jose; Miller, Mark A.; Viboud, Cécile (May 2017). "Severe mortality impact of the 1957 influenza pandemic in Chile". Influenza and Other Respiratory Viruses. 11 (3): 230–239. doi:10.1111/irv.12439. PMC 5410718. PMID 27883281.
- Cobos, April J.; Nelson, Clinton G.; Jehn, Megan; Viboud, Cécile; Chowell, Gerardo (2016). "Mortality and transmissibility patterns of the 1957 influenza pandemic in Maricopa County, Arizona". BMC Infectious Diseases. 16 (1): 405. doi:10.1186/s12879-016-1716-7. ISSN 1471-2334. PMC 4982429. PMID 27516082.